# Phaneroptera
Phaneroptera är ett släkte av insekter. Phaneroptera ingår i familjen vårtbitare.

## Bildgalleri

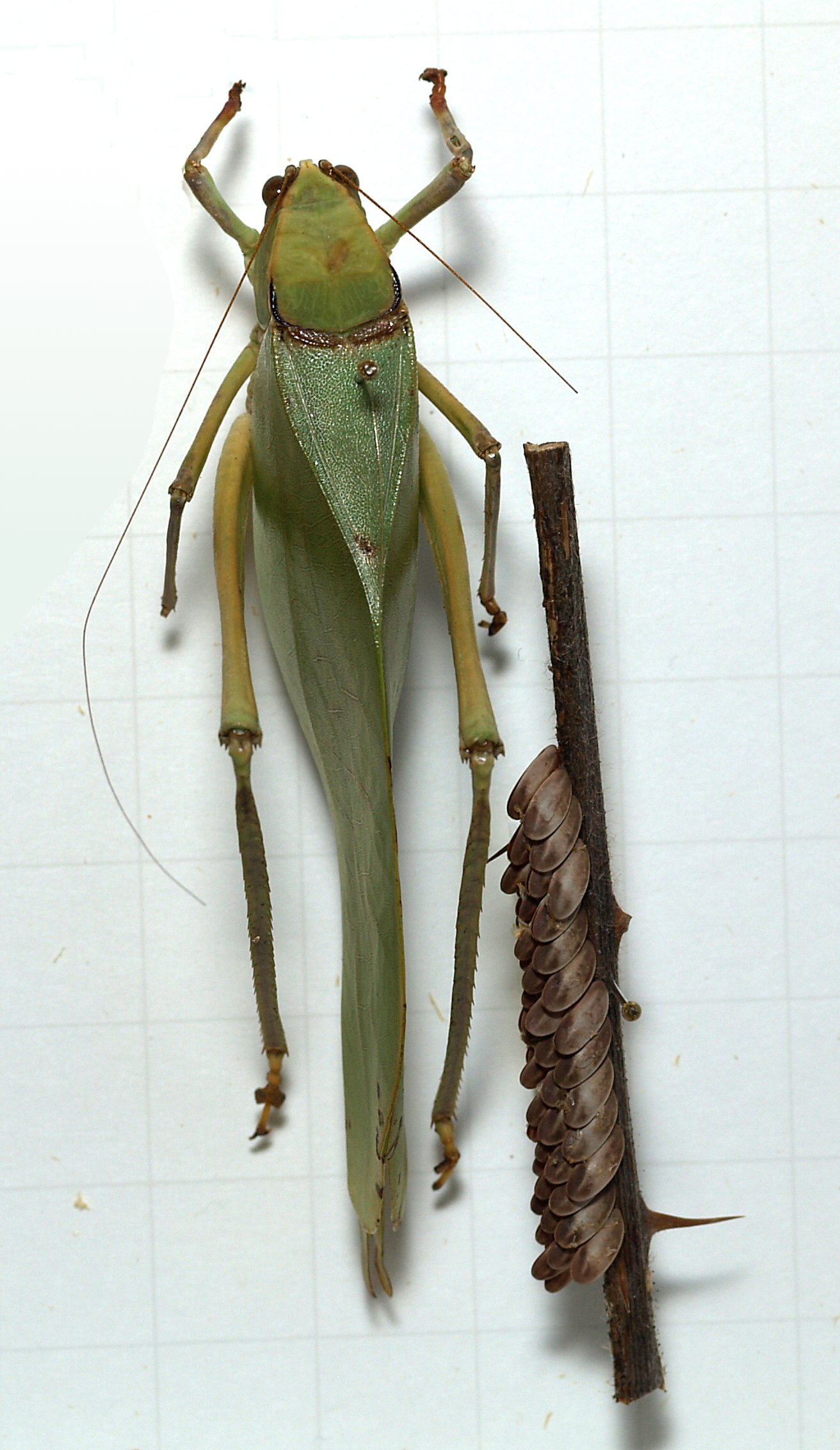
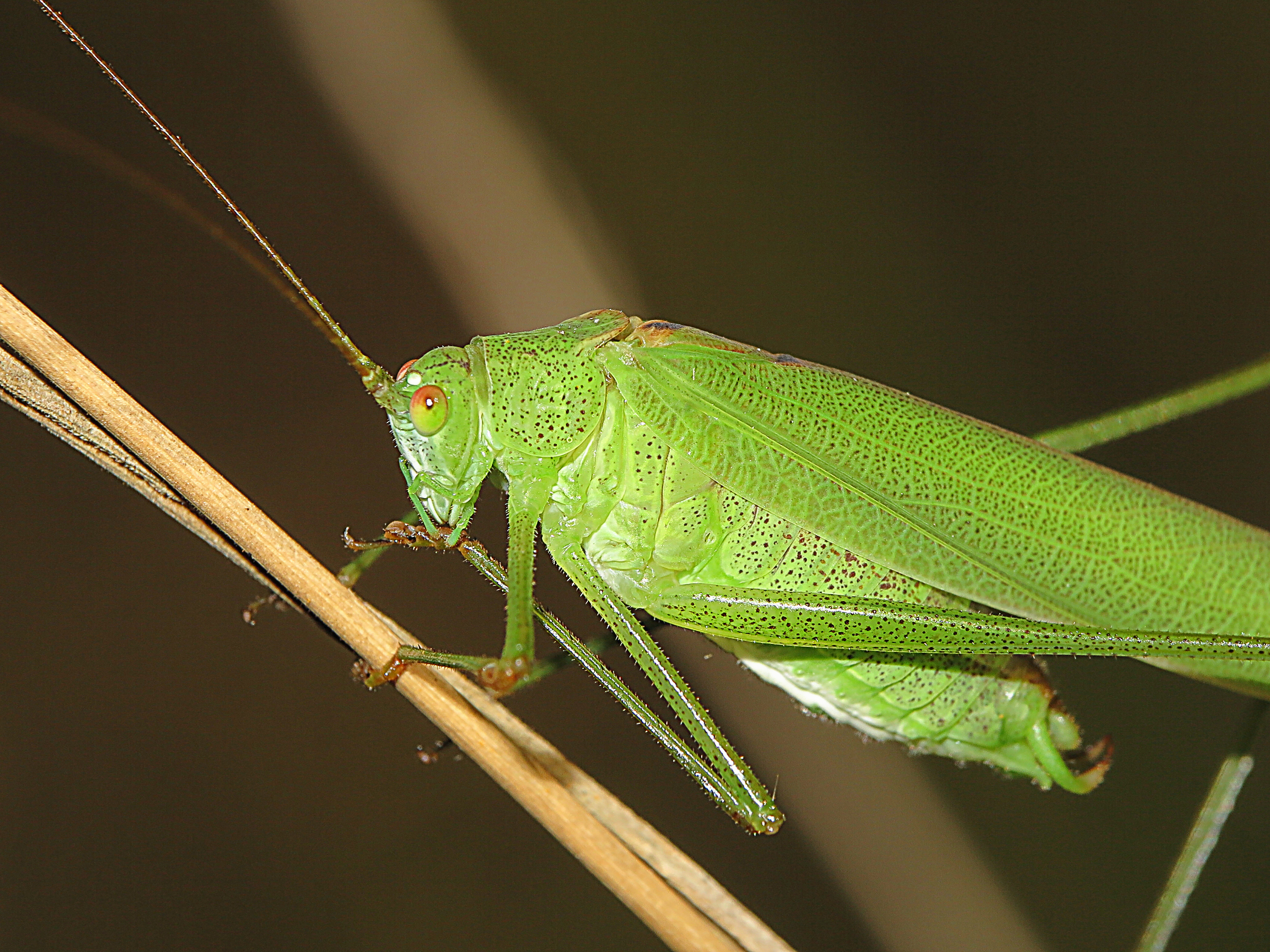

## Dottertaxa tillPhaneroptera, i alfabetisk ordning[1]
- Phaneroptera acaciae
- Phaneroptera adusta
- Phaneroptera albida
- Phaneroptera amplectens
- Phaneroptera bivittata
- Phaneroptera brevis
- Phaneroptera celebica
- Phaneroptera cleomis
- Phaneroptera cretacea
- Phaneroptera curvata
- Phaneroptera darevskii
- Phaneroptera dentata
- Phaneroptera falcata
- Phaneroptera fragilis
- Phaneroptera furcifera
- Phaneroptera gracilis
- Phaneroptera guineana
- Phaneroptera hackeri
- Phaneroptera hordeifolia
- Phaneroptera jordanica
- Phaneroptera longicauda
- Phaneroptera longispina
- Phaneroptera maculosa
- Phaneroptera magna
- Phaneroptera minima
- Phaneroptera myllocerca
- Phaneroptera nana
- Phaneroptera neglecta
- Phaneroptera nigroantennata
- Phaneroptera nigropunctata
- Phaneroptera okinawensis
- Phaneroptera parva
- Phaneroptera phantasma
- Phaneroptera quadrivittata
- Phaneroptera rintjana
- Phaneroptera rubescens
- Phaneroptera sparsa
- Phaneroptera spinifera
- Phaneroptera trigonia